# Mario Montalbetti
Mario Manuel Bartolo Montalbetti Solari (Callao, 13 de febrero de 1953) es un lingüista y poeta peruano.

## Biografía
Montalbetti ingresó en la Universidad Católica a estudiar literatura y lingüística, y fue en esos años estudiantiles que publicó su primer libro de poemas, Perro negro (1978). Posteriormente, viajó a los Estados Unidos donde obtuvo un PhD en Lingüística por el Instituto Tecnológico de Massachusetts.
Junto con Mirko Lauer y Abelardo Oquendo fundó en 1979 la revista cultural Hueso Húmero en cuyo primer número apareció uno de sus más importantes poemas, «Quasar». El mismo año salió Fin desierto, su segundo libro sumamente experimental. En la década siguiente publicó Llantos eliseos y el excelente e intimista Cinco segundos de horizonte a los que seguirían El lenguaje es un revólver para dos y 8 cuartetas contra el caballo de paso peruano.
Cajas (2012) "para los pensadores y filósofos del lenguaje, para los gramáticos generativistas —como los compañeros de Montalbetti durante su doctorado en el selecto MIT—, lo que se contiene [...] no es un tratado de lingüística sino un poema; mientras que, para los poetas, ahí no hay poema alguno, sino un trabajo reflexivo sobre la capacidad contenidista de los poemas y de toda obra de arte elaborada con lenguaje. Y realmente es casi imposible decidir a cuál de ambas categorías —lírica o especulativa— pertenecen frases como “el deseo falla cuando encuentra su objeto”, “un buen símil del deseo es dividir 1 entre 3” o el significado de algo no es sino “el venerable nombre del objeto de la promesa de una palabra considerada como caja”, señala Esperanza López Parada.
Montalbetti publicó una recopilación de ensayos sobre la literatura, la imagen, la alteridad y el saber en 2014 titulado Cualquier hombre es una isla. "Una forma garabateada, un secreto, una textura al centro de una fotografía, la desublimación del alma y el amor, una zapatilla lo mismo que un verso de Vallejo, un poema de Brodsky o Eguren, un comentario de Garcilaso, un apunte filosófico de Rancière y un nudo lacaniano son las latitudes en las que estos ensayos reunidos de Mario Montalbetti se detienen como quien (de)mora ante lo que no se puede sobrepasar, pero que una vez alcanzadas cambian todo; pretexto de lugar, este último, donde la certidumbre no tiene dominio, donde todo está permitido, donde quizá el hombre ya no está".
El 2016, el Fondo de Cultura Económica publicó su ensayo El más crudo invierno, sobre un poema de Blanca Varela. Dos años más tarde salieron el poemario Notas para un seminario sobre Foucault y el ensayo Sentido y ceguera del poema; además, en Chile le reeditaron tres libros.
El 2019 se publica en Chile su libro El pensamiento del poema. Variaciones sobre un tema de Badiou.

## Poesía
- Perro negro, 31 poemas, Lima: Arybalo, 1978 (Lima: Paracaídas, 2018).
- Fin desierto y otros poemas, Lima: Studio A Editores, 1995 (Lima: Hueso Húmero, 1997; Valdivia: Komorebi Ediciones, 2018).
- Llantos elíseos, Lima: Ediciones El Virrey, 2002.
- Cinco segundos de horizonte, Lima: AUB, 2005 (Santiago: Jámpster Libros, 2018).
- El lenguaje es un revólver para dos, Lima: Underwood, PUCP, 2008 (Buenos Aires: Caleta Olivia, 2018).
- 8 cuartetas contra el caballo de paso peruano, Lima: AUB, 2008.
- Apolo cupisnique, Lima: Paracaídas, 2012 (Buenos Aires: Añosluz Editora, 2018).
- Vietnam, Lima: autoedición, 2014.
- Simio meditando (ante una lata oxidada de aceite de oliva), México: Mangos de Hacha / Santiago: Cástor y Pólux, 2016.
- Notas para un seminario sobre Foucault, Lima: Fondo de Cultura Económica, 2018.
- Cabe la forma, Valencia: Pretextos, 2021.
- El lenguaje es un revólver para uno, Lima: AUB, 2022
- Quasar, Lima: Personaje secundario, 2023.

## Traducciones
- Language is a revolver for two (Nueva York: Ugly Duckling Press, 2018).

## Antologías
- En una lengua rompida (Quito: Ruido Blanco, 2017).
- Huir no es mejor plan (Buenos Aires: Mansalva, 2017).
- El cuatro está solo (Bogotá: Planeta, 2023).

## Obra poética reunida
- Lejos de mí decirles (México DF: Aldus, 2013 / Cáceres (España): Ediciones Liliputienses, 2014 y 2018).
- Lejos de mí decirles. Poesía reunida 1978-2018 (Buenos Aires: Mansalva 2023, Lima: Personaje secundario, 2024)

## Ensayo

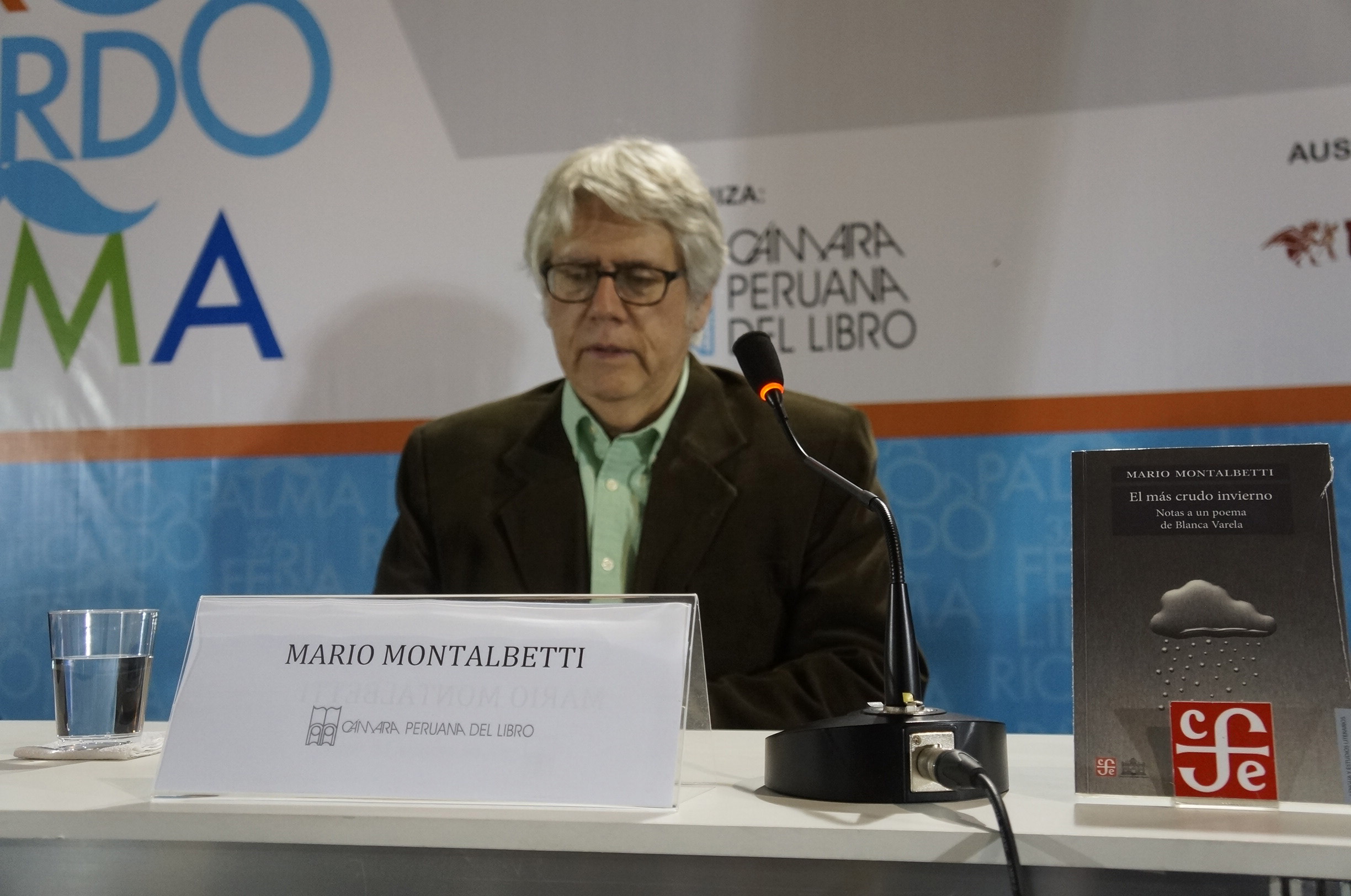
Montalbetti durante una presentación de El más crudo invierno, 2016

- Lacan arquitectura (Lima: Pontificia Univarsidad Católica del Perú, 2009). En colaboración con Jean Stillemans.
- Cajas, Lima: Pontificia Universidad Católica del Perú, 2012 / 2017; (Madrid: Libros de la Resistencia, 2018. Buenos Aires: N Direcciones, 2018).
- Cualquier hombre es una isla (Lima: Fondo de Cultura Económica, 2014).
- El más crudo invierno. Notas a un poema de Blanca Varela (Lima: Fondo de Cultura Económica, 2016).
- Epiciclos (Lima: Fondo Editorial y Departamento de Arquitectura PUCP, 2018).
- La ceguera del poema (Buenos Aires: N Direcciones, 2018).
- Sentido y ceguera del poema (Santiago: Bisturí 10, 2018 / Buenos Aires: N direcciones, 2022).
- El pensamiento del poema. Variaciones sobre un tema de Badiou (Santiago: Cinosargo / Marginalia, 2019)
- Adiós al lenguaje y otros ensayos (Quito: Benjamín Carrión, 2019)
- El pensamiento del poema + Decoherencia (Rosario: Nube negra, 2024)
- El lenguaje del poema (Querétaro: Gris tormenta, 2024)

## Libros para niños
- El vigía (Lima: Museo de Arte de Lima, 2013).